# Bunaeopsis afraorientalis
Bunaeopsis afraorientalis är en fjärilsart som beskrevs av Stoneham 1959. Bunaeopsis afraorientalis ingår i släktet Bunaeopsis och familjen påfågelsspinnare. Inga underarter finns listade i Catalogue of Life.